# Aubenas
Aubenas (Occitaans: Aubenàs) is een gemeente in het Franse departement Ardèche (regio Auvergne-Rhône-Alpes). De gemeente telde 12.488 inwoners op 1 januari 2022. De plaats maakt deel uit van het arrondissement Largentière.

## Geschiedenis
In de vijfde eeuw lagen hier in de vallei van de Ardèche twee herenboerderijen (villa rustica). Hierrond groeide de bewoning. Aubenas en haar strategisch gelegen weg en rots boven de Ardèche werden een twistappel tussen de heer van Ucel en de heer van Montaur, en ook tussen de heer-bisschoppen van Le Puy en de graaf-bisschoppen van Viviers. In de elfde eeuw werd de strijd beslecht in het voordeel van de bisschoppen van Le Puy en zij installeerden er de heer van Montlaur als hun leenman. Die liet op de rots een donjon bouwen van 25 m hoog. In de twaalfde en dertiende eeuw groeide dit uit tot een burcht. In de zeventiende eeuw liet Jean-Baptiste D'ornano het kasteel van Aubenas verfraaien. Na de Franse Revolutie werd het kasteel gebruikt als gemeentehuis en dit tot 1985.
In 1209 werd in Aubenas een bijeenkomst gehouden tussen de gezant van paus Innocentius III, Arnaud Amaury, en de graaf Raymond VI van Toulouse om de opstanden van de katharen in Languedoc te bedwingen.
De plaats ontwikkelde zich ook tijdens de middeleeuwen, vooral nadat de monniken van de abdij van Mazan een kanaal hadden gegraven. De stad had twee jaarmarkten waar vee en landbouwproducten werden verhandeld. In de achttiende eeuw ontstond er een textielindustrie en Aubenas werd een van de belangrijkste producenten van zijde in Frankrijk, na Lyon en Saint-Étienne. De stad had economisch te lijden door de crisis in de zijde-industrie in de negentiende eeuw. In de gemeente ligt het sedert 1969 gesloten spoorwegstation Aubenas. 

## Geografie
De oppervlakte van Aubenas bedroeg op 1 januari 2022 14,32 vierkante kilometer; de bevolkingsdichtheid was toen 872,1 inwoners per km². Door de gemeente stroomt de Ardèche. 
De onderstaande kaart toont de ligging van Aubenas met de belangrijkste infrastructuur en aangrenzende gemeenten.

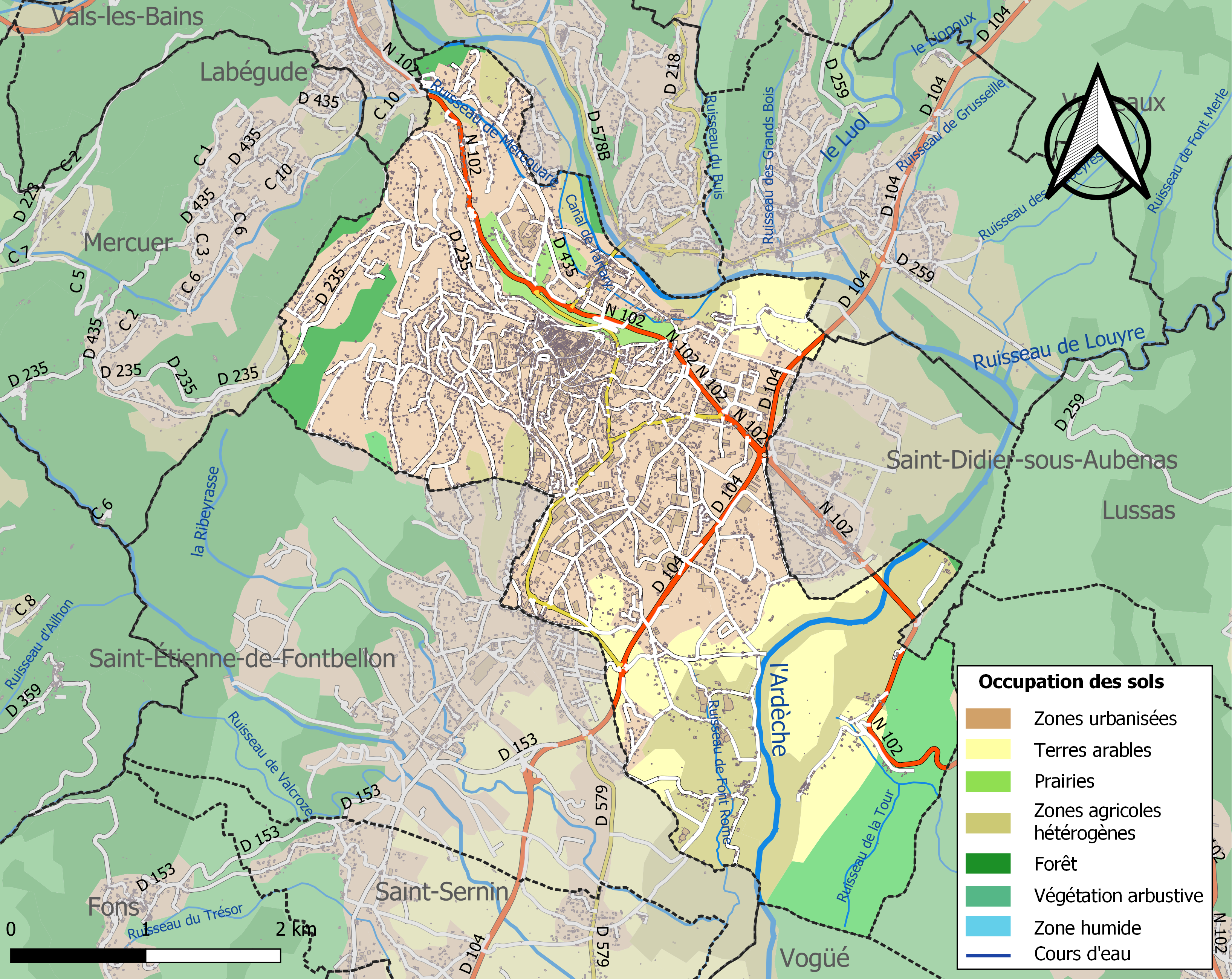

## Demografie
Onderstaande figuur toont het verloop van het inwonertal (bron: INSEE-tellingen).

Vanwege een beveiligingsprobleem met de MediaWiki Graph-software is het momenteel niet mogelijk deze grafiek weer te geven. Zodra de software is bijgewerkt zal de grafiek vanzelf weer zichtbaar worden.

## Sport
Aubenas is twee keer etappeplaats geweest in wielerkoers Ronde van Frankrijk. De Nederlander Jo de Roo en de Brit Mark Cavendish wonnen er in respectievelijk 1969 en 2009 een rit.

## Geboren
- Jean Mathon (1807-1865), zakenman en burgemeester
- Albert Seibel (1844–1936), arts en druivenveredelaar
- Franck Sauzée (1965), voetballer
- Renaud Cohade (1984), voetballer
- Amandine Leynaud (1986), handbalster
- Anthony Mounier (1987), voetballer
- Jules Gounon (1994), autocoureur

## Stedenbanden
Aubenas heeft een stedenband met:
- Cesenatico (Italië)
- Schwarzenbek (Duitsland)
- Sierre (Zwitserland)
- Zelzate (België)